# Roberto Ferrari
Roberto Ferrari (Gavardo, 9 de marzo de 1983) es un ciclista italiano que fue profesional entre 2007 y 2019.

## Biografía
A finales de 2006 dio el paso a profesionales en el equipo Team Tenax después de haber conseguido una victoria en una carrera profesional, esta fue la segunda etapa del Giro del Friuli Venezia Giulia. En 2008 fichó por el conjunto irlandés LPR Brakes-Farnese Vini.
El 16 de mayo de 2012 ganó en Montecatini Terme, la undécima etapa del Giro de Italia, el triunfo más destacado en su carrera.
En octubre de 2019 anunció su retirada tras 13 temporadas como profesional tras no encontrar un equipo en el WorldTour para continuar compitiendo un año más.

## Palmarés
2006
- La Popolarissima
- Gran Premio Ciudad de Felino
- Trofeo de Ciudad de Brescia
- Coppa San Geo

2009
- Memorial Marco Pantani

2010
- Gran Premio de Lugano
- Giro del Friuli

2011
- 2 etapas del Tour de San Luis

2012
- 1 etapa del Tour de Taiwán
- Route Adélie
- Flèche d’Emeraude
- 1 etapa del Giro de Italia

## Resultados en Grandes Vueltas
| Carrera | Carrera         | 2007 | 2008 | 2009 | 2010 | 2011  | 2012  | 2013  | 2014  | 2015  | 2016  | 2017  | 2018  | 2019 |
| ------- | --------------- | ---- | ---- | ---- | ---- | ----- | ----- | ----- | ----- | ----- | ----- | ----- | ----- | ---- |
|         | Giro de Italia  | —    | —    | —    | —    | 143.º | 147.º | 150.º | 144.º | 133.º | 132.º | 150.º | —     | —    |
|         | Tour de Francia | —    | —    | —    | —    | —     | —     | 157.º | —     | —     | —     | —     | 138.º | —    |
|         | Vuelta a España | —    | —    | —    | —    | —     | —     | —     | 145.º | —     | —     | —     | —     | —    |

—: no participa

Ab.: abandono

## Equipos
- Team Tenax (2006[3] -2007)
- LPR Brakes (2008-2009)
- De Rosa-Stac Plastic (2010)
- Androni Giocattoli (2011-2012)
- Lampre/UAE Emirates (2013-2019)
  - Lampre-Merida (2013-2016)
  - UAE Team Emirates (2017-2019)